# Рут Чепнгетіч
Рут Чепнгетіч (англ. Ruth Chepngetich, нар. 8 серпня 1994) — кенійська легкоатлетка, яка спеціалузіється в бігу на довгі дистанції та марафонському бігу, чемпіонка світу з марафонського бігу, рекордсменка світу.

## Спортивна кар'єра
У січні 2019 на Дубайському марафоні показала один з найкращих результатів в історії марафонського бігу (2:17.08).
4 квітня 2021 встановила новий світовий рекорд у змішаних (за участі чоловіків та жінок) напівмарафонських забігах (1:04.02), покращивши попередній рекорд (1:04.31), встановлений ефіопкою Абабель Єшанех у лютому 2020.

## Виступи на основних міжнародних змаганнях
| Рік  | Змагання                        | Місто    | Місце | Дисципліна   | Примітки |
| ---- | ------------------------------- | -------- | ----- | ------------ | -------- |
| 2018 | Чемпіонат світу з напівмарафону | Валенсія | 13    | напівмарафон |          |
| 2019 | Чемпіонат світу                 | Доха     | 1     | марафон      | [ 3 ]    |

## Марафонські виступи
| Рік  | Змагання              | Місто   | Місце | Примітки |
| ---- | --------------------- | ------- | ----- | -------- |
| 2017 | Стамбульський марафон | Стамбул | 1     | 2:22.36  |
| 2018 | Паризький марафон     | Париж   | 2     | 2:22.59  |
| 2018 | Стамбульський марафон | Стамбул | 1     | 2:18.35  |
| 2019 | Дубайський марафон    | Дубай   | 1     | 2:17.08  |
| 2019 | Чемпіонат світу       | Доха    | 1     | 2:32.43  |
| 2020 | Лондонський марафон   | Лондон  | 3     | 2:22.05  |
| 2021 | Олімпійські ігри      | Саппоро | DNF   | —        |
| 2021 | Чиказький марафон     | Чикаго  | 1     | 2:22.31  |
| 2022 | Нагойський марафон    | Нагоя   | 1     | 2:17.18  |
| 2022 | Чемпіонат світу       | Юджин   | DNF   | —        |
| 2022 | Чиказький марафон     | Чикаго  | 1     | 2:14.18  |
| 2023 | Нагойський марафон    | Нагоя   | 1     | 2:18.08  |
| 2023 | Чиказький марафон     | Чикаго  | 2     | 2:15.37  |
| 2024 | Лондонський марафон   | Лондон  | 9     | 2:24.36  |
| 2024 | Чиказький марафон     | Чикаго  | 1     | 2:09.56  |